# サモン・ザ・ダークネス
『サモン・ザ・ダークネス』（原題:We Summon the Darkness）は2019年に公開されたアメリカ合衆国のホラー映画である。監督はマーク・メイヤーズ、主演はアレクサンドラ・ダダリオが務めた。

## ストーリー
1988年7月、インディアナ州。アレクシス、ビヴァリー、ヴァレリーの3人はメタルバンドのライブを見に行くために車で移動していた。道中、3人は青色の車からミルクシェイクを投げつけられるという事件に遭遇した。コンサート会場に到着した3人は先の青い車を駐車場で発見した。ヴァレリーが仕返しに爆竹を放り込んだところ、3人の青年（アイヴァン、コヴァックス、マーク）が車から慌てて出てきた。3人はアレクシスたちに興味を抱いたようであった。ライブの後、アレクシスは青年たちを父親の邸宅へと招待した。暴露ゲームに興じている最中、アレクシスは青年たちの飲み物に薬物を入れた。そして、薬が効き始めた頃に、本性を剥き出しにした。実は、3人はカルト教団「夜明けの娘たち」の信者で、同様の手口を使って他にも18人を殺害していたのである。世間を震撼させるような事件を起こすことで、怯えきった人々を教団に引き込もうとしたのである。
アレクシスは何の躊躇いもなくアイヴァンを刺し殺したが、マークとコヴァックスはあと一歩のところで取り逃がした。2人は取り敢えず食料庫に身を潜めることにした。そんな折、アレクシスの継母（スーザン）が突然帰宅した。スーザンは家の前に見たことのない青い車が停まっているのを不審に思い、警察に通報した。その直後、スーザンはアイヴァンの死体を発見したが、再度通報する間もなくアレクシスに殺害された。
ほどなくして、警察官がやって来たが、ヴァレリーに不意を突かれて殺されてしまった。マークとコヴァックスは「これで生還の望みは絶たれた」と絶望したが、思わぬ人物が2人を救いに来るのだった。

## キャスト
- アレクサンドラ・ダダリオ - アレクシス・バトラー
- キーアン・ジョンソン - マーク
- マディー・ハッソン - ヴァレリー
- ローガン・ミラー - コヴァックス
- エイミー・フォーサイス - ビヴァリー
- オースティン・スウィフト - アイヴァン
- アリソン・マカティー - スーザン・バトラー
- ジョニー・ノックスビル - ジョン・ヘンリー・バトラー牧師
- ステファニー・モロズ - トリッシュ・ウィリアムズ
- ターナー・ビアード - デンブロウスキー保安官

## 製作
2018年9月5日、アレクサンドラ・ダダリオ、キーアン・ジョンソン、ローガン・ミラー、エイミー・フォーサイス、マディー・ハッソンが本作に出演すると報じられた。同月、本作の主要撮影がカナダのウィニペグで始まった。2020年5月22日、レイクショア・レコーズが本作のサウンドトラックを発売した。

## マーケティング
2019年2月18日、本作の劇中写真が初めて公開された。9月21日、本作はファンタスティック・フェストでプレミア上映された。2020年3月19日、本作のオフィシャル・トレイラーが公開された。

## 評価
本作は批評家から好意的に評価されている。映画批評集積サイトのRotten Tomatoesには60件のレビューがあり、批評家支持率は68%、平均点は10点満点で5.88点となっている。サイト側による批評家の見解の要約は「ホラーに対する愛着、魅力あるキャスト陣、鋭いユーモアセンスのお陰で、『サモン・ザ・ダークネス』はその凡庸なプロットから最大限の面白さを引き出している。」となっている。また、Metacriticには14件のレビューがあり、加重平均値は55/100となっている。